# Aulacophora serena
Aulacophora serena es un coleóptero de la familia Chrysomelidae.
Fue descrita científicamente por primera vez en 1923 por Weise.